# گمینا پاسم
گمینا پاسم (به لهستانی:  Gmina Pasym) یک گمینا در لهستان است که در شهرستان شچتنو واقع شده‌است. گمینا پاسم ۱۴۹٫۴ کیلومتر مربع مساحت و ۵٬۱۸۴ نفر جمعیت دارد.